# El Retoño
El Retoño är en ort i Mexiko. Den ligger i kommunen Gómez Palacio och delstaten Durango, i den centrala delen av landet, 800 km nordväst om huvudstaden Mexico City. Orten hade 274 invånare enligt uppgifter hämtade 2013.